# Oberwaldbach
Oberwaldbach ist ein Gemeindeteil von Burtenbach im schwäbischen Landkreis Günzburg in Bayern. Im Ort leben circa 530 Personen.

## Lage
Das Kirchdorf liegt knapp drei Kilometer nordöstlich von Burtenbach und ist über die Kreisstraße GZ 20 von der Staatsstraße 2025 aus zu erreichen. Der Steinrinnengraben (ugs. Beckabach) ein Zufluss der Mindel, durchfließt den Ort.

## Geschichte
- Ettrich von Waldbach schenkte um 1070 den Ort an das Stift St. Moritz in Augsburg.
- Im 12. Jahrhundert wurde der Ort „Wal(t)pacht“ genannt, erst am Ende des 15. Jahrhunderts taucht zur Unterscheidung von der gleichnamigen Burg bei Scheppach (heute Unterwaldbach) der Name Oberwaldbach auf.
- Im Jahr 1507 vereinte Philipp vom Stain alle Lehnsgüter in Oberwaldbach mit den Alloddialgütern der Herrschaft Eberstall in Oberwaldbach. Nach 1602 bewohnten die Herren vom Stain zu Eberstall das Schloss in Oberwaldbach, das nach dem Neubau des Schlosses in Eberstall 1662 aufgegeben wurde und verfiel. Im 18. Jahrhundert ging der ganze Ort an die Freiherren Schenk von Stauffenberg.
- Um 1720 zählte Oberwaldbach 78 Anwesen.
- Im Jahre 1818 wurde durch das Gemeindeedikt der Weiler Eberstall nach Oberwaldbach eingegliedert. Auch die Humprechtsmühle gehörte zu der Gemeinde. Bei der Gemeindegebietsreform im Jahr 1978 wurde die Gemeinde aufgelöst, Eberstall kam zu Jettingen-Scheppach und Oberwaldbach und Humprechtsmühle wurden nach Burtenbach eingemeindet.

## Sehenswürdigkeiten

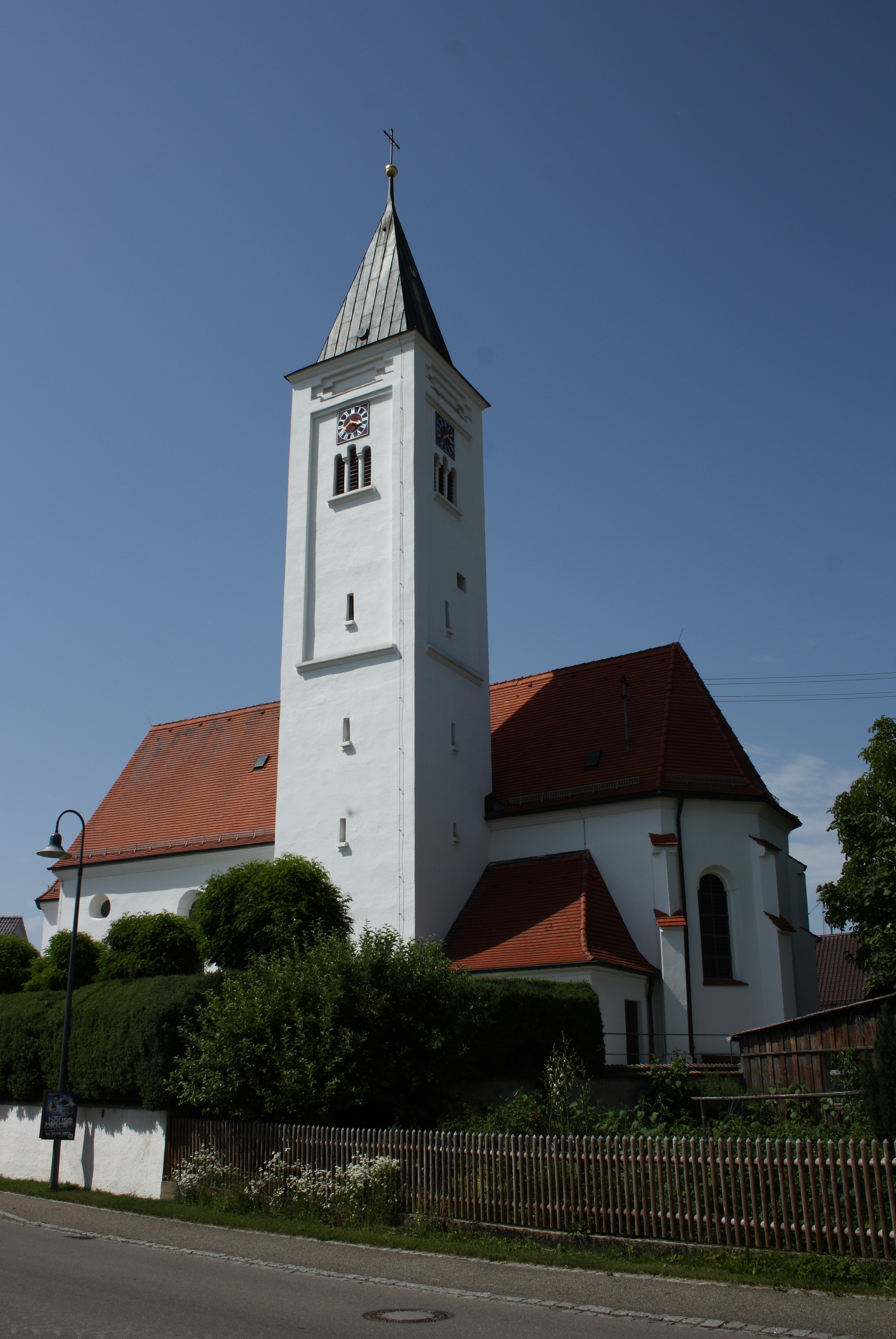
Kirche Maria Immaculata

- Katholische Pfarrkirche Maria Immaculata

Siehe auch: Liste der Baudenkmäler in Oberwaldbach